# Renedo de Esgueva
Renedo de Esgueva is een gemeente in de Spaanse provincie Valladolid in de regio Castilië en León met een oppervlakte van 29,05 km². Renedo de Esgueva telt 3.697 inwoners (1 januari 2016).